# Laura Clifford Barney
Laura Clifford Barney (Cincinnati, 30 novembre 1879 – Parigi, 18 agosto 1974) è stata una scrittrice, insegnante, filantropa,  nonché sostenitrice e divulgatrice della religione bahai statunitense.

## Biografia
Laura Clifford Barney era figlia di Albert Clifford Barney, (1855-1902), ricco e importante imprenditore ferroviario americano, e di Alice Pike (1857-1931), pittrice statunitense. Era anche sorella di Natalie Clifford Barney, (1876-1972), scrittrice e poetessa statunitense, con cui frequentò la scuola francese Les Ruches, fondata da Marie Souvestre

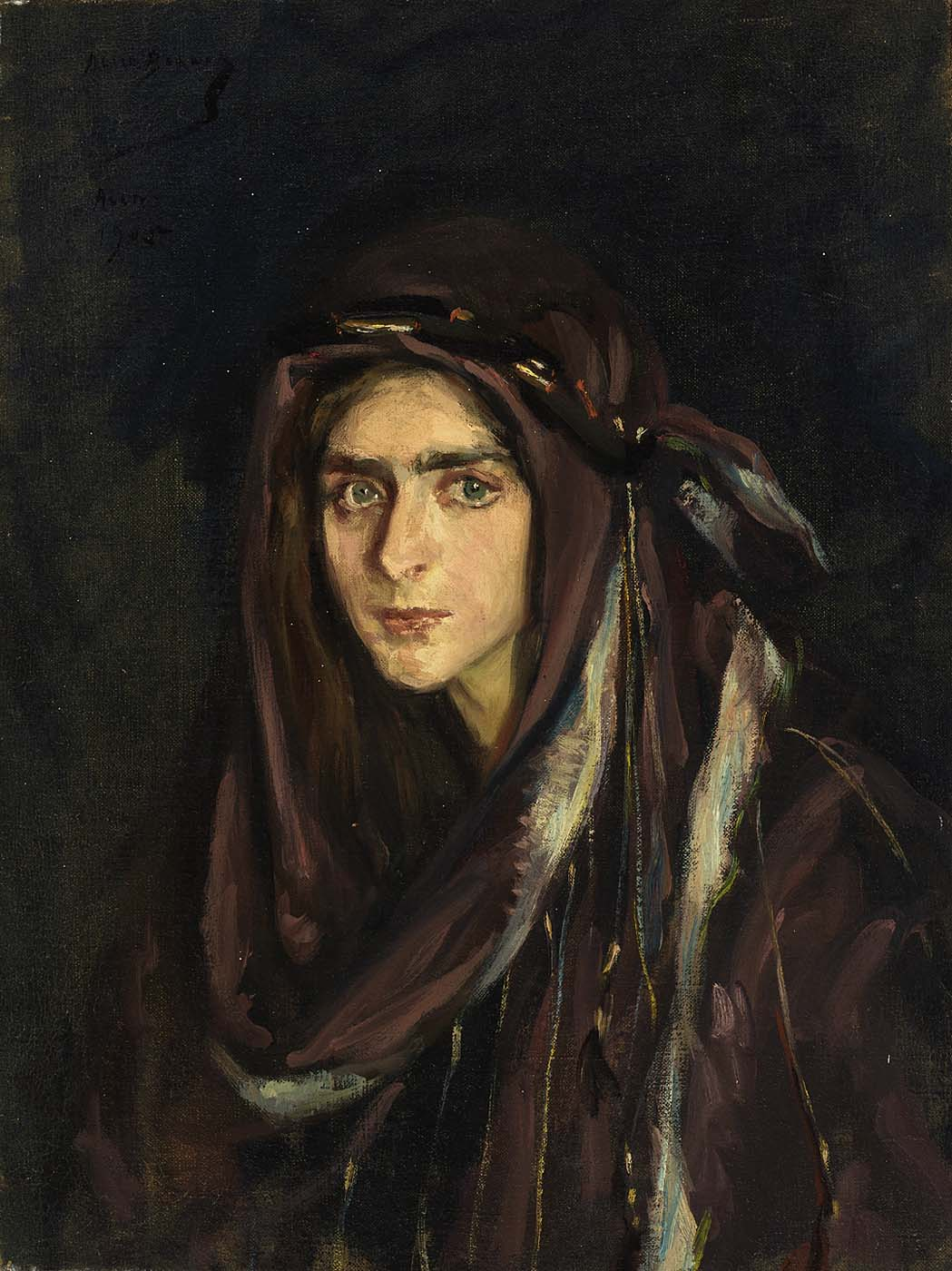
Laura in costume arabo (1905), di Alice Pike Barney

Durante il periodo dei suoi studi a Parigi incontrò May Ellis Bolles, un Bahai canadese che le fece conoscere la religione bahai a cui aderì nel 1900; anche la madre Alice Pike si convertirà alla fede bahai.
Nel periodo 1904-1906 Laura Clifford Barney incontrò Abdul-Baha ad Acri e gli fece una serie di interviste che riunì nel volume Some Answered Questions pubblicato nel 1908 a Londra. Questa opera riveste una grande importanza storica e religiosa per i Bahai.
Nel 1910 pubblicò un dramma in 5 atti dal titolo God's Heroes sulla vita della Lettera del Vivente Táhirih. 
Durante la prima guerra mondiale servì nei American Ambulance Corps, (1914−1915), e nella Croce Rossa Americana (1916-1918), in Francia, dove contribuì, nel 1918, alla fondazione del primo ospedale pediatrico di Avignone. 
Laura Clifford Barney trascorse il resto della vita dedicandosi ad attività internazionali umanitarie e filantropiche in concerto con la Società delle Nazioni prima e con le Nazioni Unite dopo.
Per la sua attività ricevette in Francia il titolo di Cavaliere nel 1925 e la Legion d'Onore nel 1937.
Laura Clifford Barney morì il 18 agosto 1974 a Parigi ed ivi è sepolta nel Cimetière de Passy.